# Ефимов, Дмитрий Егорович
Дмитрий Егорович Ефимов (1811—1864) — русский архитектор, академик архитектуры (с 1839), Архитектор Царскосельского дворцового управления (с 1839), Александровского лицея (с 1845). Историк и теоретик архитектуры.

## Биография
В 1832 году окончил Академию художеств, на счет черноморского флота. Получил большую золотую медаль и в 1833 году был отправлен в Италию. В 1838 году провёл лето в Кастелламмаре под Неаполем, где бывая в доме княгини Репниной-Волконской, по воспоминаниям хозяйки, постоянно вступал в спор с Н. В. Гоголем.
Совершив затем поездки в Грецию, Египет, Палестину и Сирию, где занимался изучением памятников архитектуры (множество из которых зарисовал), в 1839 году прибыл в Петербург.
В дальнейшей карьере строил очень мало, был известен и чтим как знаток древней архитектуры.

## Проекты в Санкт-Петербурге
- Фурштатская улица, д.№ 3 — жилой дом[1]
- Набережная реки Мойки, д. 122 — особняк А. И. Сабурова (1844). В 1882–1885 годах включен М. М. Месмахером в здание дворца великого князя Алексея Александровича.
- Малая Садовая улица, д. 1, средняя часть — здание министерства юстиции (бывший Шуваловский дворец). Перестройка (1845–1849 годы) по проекту Ф. И. Брауна. (Надстроено).
- Английская набережная, д. 46 / Галерная улица, д.№ 47 — особняк Булычева. 1847. Включен существовавший дом.
- 12-я линия, д. 35 (?) — особняк А. Е. Матисена (1855). (Перестроен).
- Участвовал в перестройке Александровского дворца в Царском Селе.
- Руководил постройкой памятника Николаю I на Исаакиевской площади по проекту Огюста Монферрана в соавторстве с П. К. Клодтом

## Другие проекты
- Женское училище в Царском Селе
- Жилые дома в Царском Селе
- Церковь в Черниговском уезде Черниговской губернии